# スマートニュース
スマートニュース（SmartNews）は、スマートフォン用のニュースアプリ、並びに同アプリを提供する企業（スマートニュース株式会社）。
本記事ではアプリ・企業の双方について解説する。

## アプリ
スマートニュースは、全国紙をはじめとするニュースメディアと連携し、インターネット上で話題になったニュースを配信、アプリ上で読めるようになっているスマートフォン向けのアプリケーション。アプリは世界各国で配信されており、特に日本とアメリカでは合わせて5,000万ダウンロードを記録し、月間2,000万人の利用者がいるとされる。

### 内容
スマートニュースは、電波がなくてもニュースが読めるのが売りである。
2013年12月には「Google Play Best of 2013」において「アプリオブザイヤー2013」を受賞した。

### ダウンロードできるサイト
iOSのスマートフォン(iPhoneやiPad)の場合はApp Store(旧iTunes App Store)で、Androidの場合はGoogle Playでダウンロードできる。

### 備考
2016年にはアーティストと初のコラボレーションとして、ももいろクローバーZを起用。画面の切り替え部分などにイラストで登場させたほか、グループの歴史をスマートニュース風に紹介する動画を公開した。

## SmartNews Award
同社が毎年開催している「メディアパートナーミーティング」にて、2015年より発表しているアワード。
社会的に有意義で読むべき記事を多く提供し、多くのユーザーから支持された媒体に贈られる「大賞」。SmartNewsにチャンネルプラスを開設した媒体のなかで、特に成長が著しい媒体に贈られる「チャンネルプラス賞」。SmartNewsの政治や社会、経済、スポーツ、国際など多様なチャンネルに記事が掲載された媒体に贈られる「ダイバーシティ賞」がある。
2018年には特別賞が新設されたが、2019年には「ベストパートナー賞」に一新された。また大賞以外の上記2つの賞はベストパートナー賞の一部門となった。
さらに2020年には「読者投票賞」が追加された。
|                            | 2015年           | 2016年             | 2017年         | 2018年                                                                   | 2019年         | 2020年             | 2021年             |
| -------------------------- | ---------------- | ------------------ | -------------- | ------------------------------------------------------------------------ | -------------- | ------------------ | ------------------ |
| 大賞                       | 週アスPLUS       | AFPBB NEWS         | BuzzFeed Japan | Business Insider Japan                                                   | 文春オンライン | AbemaTV            | 文春オンライン     |
| チャンネルプラス賞（部門） | デイリースポーツ | @DIME              | 週プレNEWS     | the360.life                                                              |                |                    |                    |
| ダイバーシティ賞（部門）   | テレ朝NEWS       | 東洋経済オンライン | J-CASTニュース |                                                                          |                |                    |                    |
| 特別賞                     |                  |                    |                | Domani（女性メディア部門）、東海テレビ放送報道部（ローカルメディア部門） |                |                    |                    |
| ベストパートナー賞         |                  |                    |                |                                                                          | 8部門19媒体    | 17部門19媒体       | 18媒体             |
| 読者投票賞                 |                  |                    |                |                                                                          |                | ロケットニュース24 | ロケットニュース24 |

## 企業
スマートニュース株式会社は、東京都渋谷区に本社を置くIT系企業。

### 沿革
- 2012年6月15日 株式会社ゴクロとして設立[10]。浜本階生が代表取締役に就任、鈴木健が取締役に就任。
- 2012年12月 「スマートニュース」アプリ公開。
- 2013年8月14日 シリーズAラウンドとして4.2億円の資金調達を行った。[11]
- 2013年10月1日 社名をスマートニュース株式会社に変更、合わせて本社を移転[10]。
- 2014年6月 鈴木健が代表取締役会長共同CEOに就任。[12]
- 2014年8月8日 シリーズBラウンドとしてグリー、ミクシィ、川田尚吾（ディー・エヌ・エー共同創業者）らに対する第三者割当増資を行い、約36億円を資金調達した[13][14]。
- 2014年10月2日 SmartNews 2.0をリリース[15]。
- 2015年2月16日 本社を渋谷区神宮前に移転[16]。
- 2015年3月31日 シリーズCラウンドとして12億円の資金調達を行った。[17]
- 2016年7月8日 シリーズDラウンドとして38億円の資金調達を行った。累計調達額は91億円。[18]
- 2019年11月19日 シリーズEラウンドとして100億円の資金調達を行った。累計調達額は191億円。[19][20]
- 2021年9月16日 シリーズFラウンドとして251億円の資金調達を行った。累計調達額は443億円。[21]
- 2023年1月 総人件費を4割削減するため、社員数二百数十人のレイオフ（一時的な解雇）や希望退職を募った。[22]
- 2023年11月1日 鈴木健が代表取締役会長兼社長CEOから代表取締役会長に異動。浜本階生がCOO（最高執行責任者）兼チーフエンジニアから代表取締役社長CEOに異動。[23]
- 2023年11月14日 NTTドコモと業務提携[24]。

## 広報活動
SmartNewsリポーターという名目で地球をモチーフにした地球くんというキャラクターがいる。なお、地球くんと一緒に黄色い球体のキャラクターも登場していることもあるが、そちらは月では無く、「エキストラの方」と称している。
テレビCMに女優の吉岡里帆を2017年9月より起用している。2017年10月より『WBS』、『日経スペシャル カンブリア宮殿』（いずれもテレビ東京）のスポンサーを務めている（同年12月末で降板）。2018年からは千鳥がCM出演し、大吾のセリフ「貴様」や英語のセリフが話題になった。また、「日向坂46チャンネル」の宣伝として日向坂46のメンバーが千鳥のセリフを言うCMもあった。2019年からは千鳥と共同でバイきんぐが出演し2020年はダウンタウンが10年ぶりに2人で出演、2021年はフワちゃん、2023年現在は柳楽優弥と伊藤沙莉がCMに出演している。スマートニュースのYouTubeチャンネルには「櫻坂46チャンネル」「乃木坂46チャンネル」の宣伝として櫻坂46、乃木坂46が出演。

## 新型コロナウイルスワクチンの大量確保、社員以外への接種
2021年7月、スマートニュース社は、職域接種枠の制度を利用し、同社の社員数は約400名（被保険者数）にもかかわらず5000人分の新型コロナウイルスのワクチンを国から確保し、それを従業員とその家族らだけではなく、渋谷区民や区内の就業者にも接種を行うと発表した。会社の代表者である鈴木健は自身のTwitterで「炊き出しの精神」と主張した。一方で、ワクチンの供給量の不足で予約がキャンセルされる例も多く、批判の声も上がっている。